# Kazimierz Białkowski
Kazimierz Józef Stanisław Białkowski (ur. 18 marca 1892 we Lwowie, zm. 1940 w ZSRR) – major artylerii Wojska Polskiego, ofiara zbrodni katyńskiej.

## Życiorys
Urodził się 18 marca 1892 we Lwowie jako syn Eugeniusza i Antoniny z domu Mazurkiewicz i Antoniny z domu Mazurkiewicz.  W rodzinnym Lwowie uczył się w szkole ludowej (1898-1902), od 1902 w C. K. II Gimnazjum, od 1903 w C. K. III Gimnazjum, a od 1905 w C. K. VII Gimnazjum, gdzie w 1910 ukończył VIII klasę i zdał egzamin dojrzałości. Podjął studia prawa na Wydziale Prawa Uniwersytetu Lwowskiego, na uzyskując absolutorium oraz odbył roczny kurs absolwentów w Akademii Handlowej we Lwowie od 1912 do 1913. W trakcie nauki gimnazjalnej funkcjonował w tajnych organizacjach samokształceniowych, a studiując należał do Organizacji Młodzieży Niepodległościowej „Zarzewie” i do „Kuźnicy”
Po wybuchu I wojny światowej został zmobilizowany do szeregów C. K. Armii i skierowany do 11 Pułku Haubic Polowych jako jednoroczny ochotnik. Do połowy listopada 1914 w szkole oficerów rezerwy, po czym trafił do I dywizjonu 12 Pułku Haubic Polowych i służył na froncie jako oficer wywiadowczy baterii. W maju 1915 otrzymał mianowanie na kadeta, a w sierpniu tego roku na chorążego rezerwy. Pod koniec października 1915 ponownie przydzielony do 11 pułku hp, operującego na froncie rosyjskim, i pozostaj w tej jednostce już do końca wojny. Pełnił funkcję oficera wywiadowczego dywizjonu. został mianowany na stopień podporucznika w rezerwie artylerii polowej i górskiej z dniem 1 stycznia 1916, po czym objął stanowisko oficera baterii i adiutanta I dywizjonu. 12 lutego 1916 odniósł rany pod Sapanowem. Z dniem 1 maja 1918 awansowany na porucznika i wyznaczony na dowódcę baterii.
U kresy wojny uczestniczył w obronie Lwowa podczas wojny polsko-ukraińskiej. 22 listopada 1918 zgłosił się do Wojska Polskiego. Otrzymał przydział do 3 pułku artylerii polowej i służył jako oficer baterii na froncie. Od 15 lutego 1919 adiutant II dywizjonu w 4 pułku artylerii polowej. W połowie kwietnia 1919 skierowany do V Brygady Artylerii, w której służył jako oficer ordynansowy do końca wojny polsko-bolszewickiej. 9 września 1920 awansowany do stopnia kapitana. Od 8 maja 1921 był w 5 pułku artylerii polowej jako referent oświatowy, a od 13 sierpnia 1921 adiutant pułku. W maju 1922 zweryfikowany jako kapotan artylerii ze starszeństwem z dniem 1 czerwca 1919, a w październik 1924 awansowany na stopień majora ze starszeństwem z dniem 15 sierpnia 1924. W latach 20. pozostawał oficerem 5 pap w garnizonie Lwów, w którym od 6 czerwca 1922 w kadrze baterii zapasowej, w 1923 był p.o. komendanta kadry batalionu zapasowego. Od 1 listopada 1924 był dowódcą II dywizjonu, od 20 listopada 1925 był kwatermistrzem, a od 11 listopada 1927 ponownie dowódcą II dywizjonu. Od 27 kwietnia 1929 sprawował stanowisko komendanta Komendy Obozu Ćwiczeń „Grupa” (Okręg Korpusu Nr VIII). W dniu 4 lipca 1935 zwolniony z tej posady i oddany do dyspozycji dowódcy OK VIII. Z dniem 31 października 1935 przeniesiony w stan spoczynku.
Od 1936 mieszkał we Lwowie przy ul. Piłsudskiego 11a. Po wybuchu II wojny światowej, kampanii wrześniowej i agresji ZSRR na Polskę z 17 września 1939 został aresztowany przez funkcjonariuszy NKWD we Lwowie nocą 9/10 grudnia 1939. Osadzony w więzieniu Brygidki. W 1940 został zamordowany przez NKWD na obszarze okupowanym przez sowietów. Jego nazwisko znalazło się na tzw. Ukraińskiej Liście Katyńskiej opublikowanej w 1994 (został wymieniony na liście wywózkowej 55/4-21 oznaczony numerem 362). Ofiary tej części zbrodni katyńskiej zostały pochowane na otwartym w 2012 Polskim Cmentarzu Wojennym w Kijowie-Bykowni.
Jego żona Aniela (ur. 1902) w 1940 została deportowana przez Sowietów na ziemie kazachskie.

## Odznaczenia
- Krzyż Walecznych[18][19]
- Złoty Krzyż Zasługi (10 listopada 1938)[20]
- Odznaka pamiątkowa „Orlęta”[4]

austro-węgierskie
- Srebrny Medal Zasługi Wojskowej na wstążce Krzyża Zasługi Wojskowej z mieczami (przed 1918)[7]
- Brązowy Medal Zasługi Wojskowej na wstążce Krzyża Zasługi Wojskowej z mieczami (przed 1918)[7]
- Srebrny Medal Waleczności 1 klasy (przed 1917)[6]
- Srebrny Medal Waleczności 2 klasy (przed 1917)[6]
- Krzyż Wojskowy Karola (przed 1918)[7]